# Marennes-Hiers-Brouage
Marennes-Hiers-Brouage ist eine französische Gemeinde mit 6.148 Einwohnern (Stand 1. Januar 2022) im Département Charente-Maritime in der Region Nouvelle-Aquitaine. Sie gehört zum Arrondissement Rochefort und zum Kanton Marennes.
Sie entstand als Commune nouvelle mit Wirkung vom 1. Januar 2019 durch die Zusammenlegung der bisherigen Gemeinden Marennes und Hiers-Brouage, die in der neuen Gemeinde den Status einer Commune déléguée haben. Der Verwaltungssitz befindet sich im Ort Marennes.
Die befestigte Wohnsiedlung Brouage wurde 2017 mit dem Prädikat Die schönsten Dörfer Frankreichs ausgezeichnet.

## Gliederung
| Ortsteil                   | ehemaliger INSEE-Code | Fläche (km²) | Einwohnerzahl zum 1. Januar 2022 |
| -------------------------- | --------------------- | ------------ | -------------------------------- |
| Marennes (Verwaltungssitz) | 17219                 | 20,09        | 5.515                            |
| Hiers-Brouage              | 17189                 | 31,35        | .0633                            |

## Lage und Infrastruktur
Die Gemeinde liegt an der Flusseinmündung der Seudre in den Atlantischen Ozean, rund 40 Kilometer südlich von La Rochelle.
Nachbargemeinden sind:
Moëze im Norden, Beaugeay im Nordosten, Saint-Jean-d’Angle im Osten, Saint-Just-Luzac im Südosten, La Tremblade im Süden und Bourcefranc-le-Chapus im Westen.
Der Flughafen Aeroport de Marennes befindet sich östlich, knapp außerhalb der Gemeinde, auf dem Gemeindegebiet von Saint-Just-Luzac.

## Sehenswürdigkeiten
Siehe: Liste der Monuments historiques in Marennes-Hiers-Brouage

## Wirtschaft
Marennes gehört zu den wichtigsten französischen Austernzuchtgebieten.